# Resistor-transistor logic
RTL es el acrónimo inglés de resistor transistor logic o lógica de resistencia-transistor. Fue la primera familia lógica en aparecer antes de la tecnología de integración. Pertenece a la categoría de familias lógicas bipolares, o que implican la existencia de dos tipos de portadores: electrones y huecos.
Este tipo de red, presenta el fenómeno denominado acaparamiento de corriente que se produce cuando varios transistores se acoplan directamente y sus características de entrada difieren ligeramente entre sí. En ese caso uno de ellos conducirá antes que los demás colocados en paralelo (acaparará la corriente), impidiendo el correcto funcionamiento del resto. 
En la Figura 1, se representa, a modo de ejemplo, una puerta lógica NOR y su correspondiente circuito electrónico en lógica RTL. 

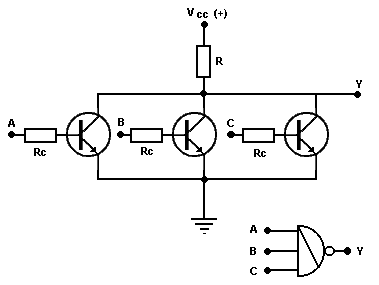
Figura 1.-Circuito electrónico de una puerta NOR en tecnología RTL.

En ella se puede apreciar como en serie con la base de cada uno de los transistores se ha colocado una resistencia de compensación (Rc) de un valor lo suficientemente elevado para que la repartición de corrientes sea lo más igualada posible y no se produzca el fenómeno antes descrito. 

Esta disposición de circuito presenta el inconveniente de que con la adición de la resistencia Rc aumenta el retardo de conmutación, al tener que cargarse y descargarse a través de la misma la capacidad de entrada de los transistores aunque, por otra parte, tiene la ventaja de un mayor factor de salida (fan-out). Por ello en el diseño de estos circuitos es necesario un compromiso entre factor de salida y retardo de conmutación. Valores normales son, un factor de salida de 4 o 5, con un retardo de conmutación de 50 nanosegundos.

Por otra parte, tiene una inmunidad al ruido relativamente pobre. El margen de ruido de la tensión lógica 0 a la tensión del umbral es de unos 0.5 voltios, pero de la tensión lógica 1 a la tensión de umbral es de solamente unos 0.2 voltios.
Es posible mejorar el tiempo de propagación añadiendo un condensador en paralelo con cada una de las resistencias Rc, con lo que obtendríamos una nueva familia lógica, que se denominaría RCTL. Sin embargo, el elevado número de resistencias y condensadores dificulta la integración por lo que tanto esta técnica, como la RTL, no se utiliza en los modernos diseños aunque pueda aún encontrarse en equipos muy antiguos.
La aparición de los circuitos DTL, con su mayor velocidad e inmunidad al ruido significó el fin de los circuitos RTL.